# Súdovce
Súdovce (Duits:Sudowatz,Hongaars:Szúd) is een Slowaakse gemeente in de regio Banská Bystrica, en maakt deel uit van het district Krupina.
Súdovce telt 206 inwoners.

Bzovík · Cerovo · Čabradský Vrbovok · Čekovce · Devičie · Dolné Mladonice · Dolný Badín · Domaníky · Drážovce · Drienovo · Dudince · Hontianske Moravce · Hontianske Nemce · Hontianske Tesáre · Horné Mladonice · Horný Badín · Jalšovík · Kozí Vrbovok · Kráľovce-Krnišov · Krupina · Lackov · Ladzany · Lišov · Litava · Medovarce · Rykynčice · Sebechleby · Selce · Senohrad · Sudince · Súdovce · Terany · Trpín · Uňatín · Zemiansky Vrbovok · Žibritov